# James M. Cain

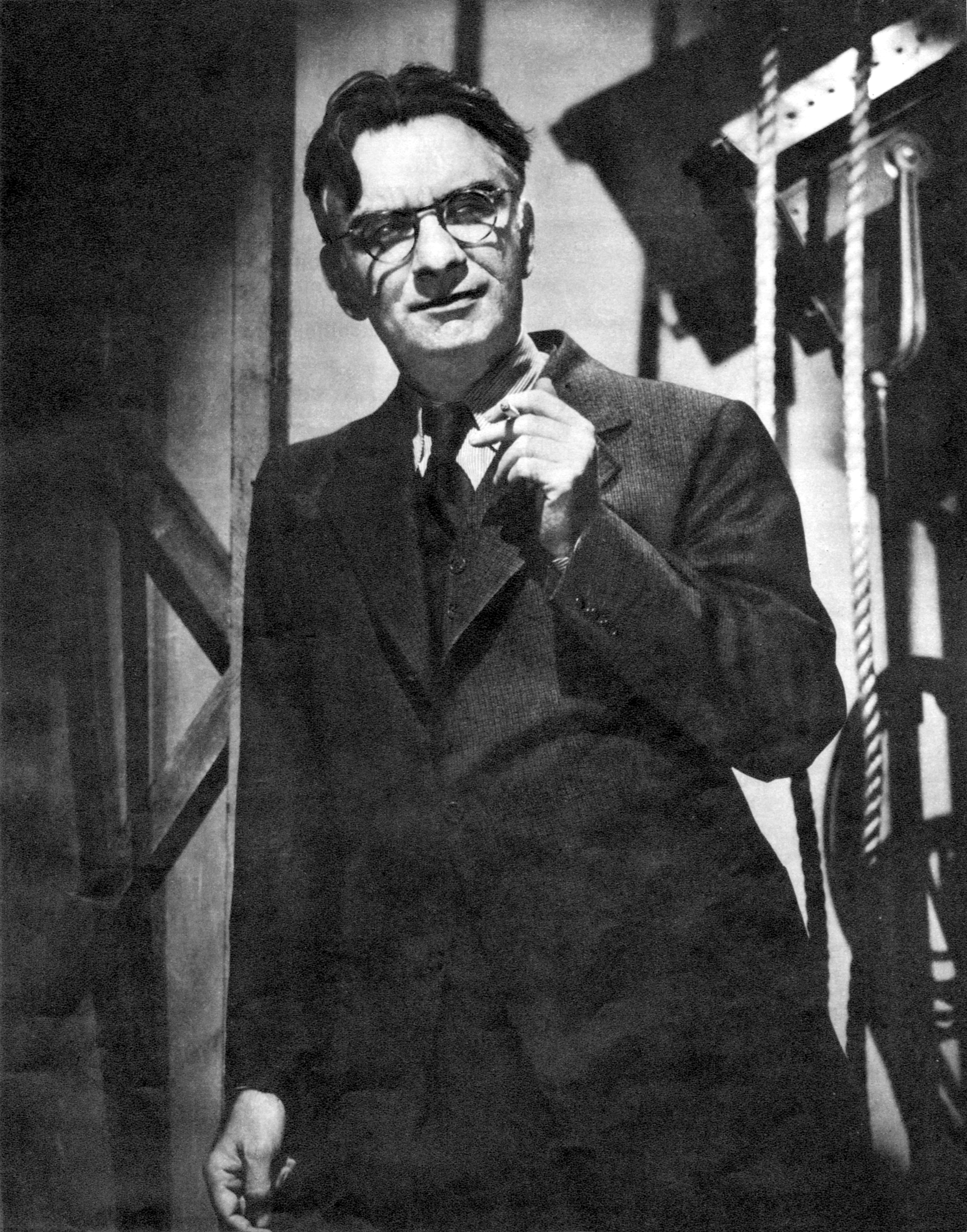
James Mallahan Cain (1938)

James Mallahan Cain (* 1. Juli 1892 in Annapolis, Maryland; † 27. Oktober 1977 in University Park, Maryland) war ein amerikanischer Journalist und Schriftsteller, insbesondere von Kriminalromanen.
Auch wenn Cain sich immer gegen diese Etikettierung wehrte, wird er gewöhnlich mit der so genannten „harten Schule“ der amerikanischen Krimi-Kultur in Verbindung gebracht und gilt als einer der Schöpfer des Roman noir.

## Leben
Als Nachfahre einer irisch-katholischen Familie, Sohn eines bekannten Lehrers und einer Opernsängerin, übernahm er die Liebe zur Musik von seiner Mutter, aber seine Hoffnungen, selbst eine Karriere als Sänger in Angriff zu nehmen, scheiterten, als man ihm mitteilte, dass seine Stimme nicht gut genug sei.
Nach dem Abschluss 1917 am Washington-College schrieb sich Cain bei der Armee ein und verbrachte die beiden letzten Jahre des Ersten Weltkrieges in Frankreich, wo er für eine Zeitung der Armee schrieb. In die USA zurückgekehrt, setzte er seine Arbeit als Journalist fort, um später Bühnenstücke zu verfassen und schließlich durch die Bekanntschaft mit Henry L. Mencken, 1923/24 Professor für Journalistik in Baltimore und Drehbuchautor in Hollywood, bei den Romanen zu bleiben.
Seine Romane glänzen mit einer naturalistischen Milieuschilderung und überzeugenden psychologischen Studien triebbestimmter, unmoralischer Charaktere, die in sich eine gewisse Logik besitzen.
Ihre spannende, oft kriminalistische Handlung besitzt eine starke Wirkung auf die „tough guy“-Schule moderner Romane und Filme.
Kritiker hingegen stellten fest, dass es eine typische Wiederkehr von Handlungsmotiven in seinen Erzählungen gibt: Stets verfällt, mit der bemerkenswerten Ausnahme von Mildred Pierce, ein Mann einer Frau, meist einer femme fatale, wird durch sie in kriminelle Handlungen verstrickt und am Ende eventuell von ihr betrogen. Dieses Muster ist allerdings typisch für das gesamte Genre des klassischen Film noir bzw. seiner Romangrundlagen (vgl. Rächer der Unterwelt (1946), Goldenes Gift (1947) etc.). Von den Autoren der hard-boiled school schreibt besonders Cain über das zerstörerische Misstrauen zwischen Gemeinschaftstätern nach vollbrachter Tat, einem Thema, dem sich bereits Émile Zolas Roman Thérèse Raquin (1867) widmete. Der Plot wiederholt sich in Cains Roman Double Indemnity (1936) im Wesentlichen. Auch hier geht es um ein ehebrecherisches Paar, das den Ehemann der Frau ermordet und sich später gegenseitig ausschalten will, um den gefährlichen Mitwisser loszuwerden. Bei Cain dreht sich alles um Sex, Kriminalität und Gewalt. Deshalb stand Wenn der Postmann zweimal klingelt (1934) nach seinem Erscheinen in Boston vorübergehend auf dem Index verbotener Schriften. Seine Romane werden stets aus der Sicht des kriminellen Täters erzählt.
Cain schrieb bis zu seinem Tod. Jedoch reichten die meisten Erzählungen, die er nach den 1940er-Jahren verfasste, nicht an seine frühen Erfolge heran. Obwohl er Alkoholiker war, erreichte er ein Alter von 85 Jahren.
Einem breiten Publikum wurde er als Autor des Romans Wenn der Postmann zweimal klingelt (1934) bekannt, der mehrfach verfilmt werden sollte; das erste Mal allerdings in einer Version des italienischen Filmemachers Luchino Visconti 1943, die ihn nicht einmal ausdrücklich erwähnte, da man die Filmrechte nicht erworben hatte.
Die zweite, amerikanische, Fassung mit John Garfield und Lana Turner gilt als Meisterwerk des film noir. Die heute bekannteste Fassung mit Jack Nicholson und Jessica Lange entpuppt sich bei genauerem Hinsehen jedoch als eine uninspirierte Adaption, die lediglich durch das geschickte Spiel ihrer Akteure und die berühmt-berüchtigte Küchentisch-Szene gewinnt.
Cain war viermal verheiratet: in dritter Ehe mit der Schauspielerin Aileen Pringle (1895–1989) und in vierter Ehe mit der Opernsängerin Florence Macbeth (1891–1966).

## Auszeichnungen
- 1970 Grand Master Award der Mystery Writers of America
- 1990 Platz 1 der besten 119 Kriminalromane aller Zeiten (ermittelt von der Jury des Bochumer Krimiarchiv) für Wenn der Postmann zweimal klingelt (Original: The Postman Always Rings Twice)

## Zitat
„I make no conscious effort to be tough, or hard-boiled, or grim, or any of the things I am usually called. I merely try to write as the character would write, and I never forget that the average man, from the fields, the streets, the bars, the offices and even the gutters of his country, has acquired a vividness of speech that goes beyond anything I could invent, and that if I stick to this heritage, this logos of the American countryside, I shall attain a maximum of effectiveness with very little effort.“

(Cain im Vorwort von „Double Indemnity“)

## Werke
- 1926 Crashing the Gate (Bühnenstück) – uraufgeführt in Stamford, Connecticut
- 1930 Our Government (Sammlung von Dialogen und Essays)
- 1934 The Postman Always Rings Twice (Roman)
  - Die Rechnung ohne den Wirt, dt. von Hilde Spiel und Peter de Mendelssohn, Hamburg: Rowohlt 1950
  - seit 1981 auch als: Wenn der Postmann zweimal klingelt, gleiche Übersetzung
  - Neuübersetzung: Wenn der Postmann zweimal klingelt, dt. von Michael Weh; Leipzig: Festa 2011. ISBN 978-3-86552-138-5
  - Der Postbote klingelt immer zweimal. Neu übersetzt von Alex Capus, Zürich: Kampa 2018. ISBN 978-3-311-12001-8
- 1936 Double Indemnity
  - Den Haien zum Frass, dt. von L. Overhoff; Düsseldorf: Dörner 1951
  - auch als: Doppelte Abfindung, dt. von Sabine Hübner; München: Goldmann 1981. ISBN 3-442-05084-7
- 1937 Serenade (Roman)
  - Serenade in Mexiko, dt. von Ernst Weiß; Amsterdam: Querido 1938
- 1938 7 - 11 (Bühnenstück) – uraufgeführt am Lyceum Theatre in New York
- 1941 Mildred Pierce (Roman)
  - Der Hass kann nicht schlafen, dt. von Eleonore Gabrich; Bergisch Gladbach: Bastei-Lübbe 1970
  - auch als Mildred Pierce, dt. von Peter Torberg; München: Goldmann 1992. ISBN 3-442-42043-1 (als behauptete "Deutsche Erstausgabe"); überarbeitete Übersetzung Zürich: Arche Literatur Verlag 2019. ISBN 978-3-7160-2774-5
- 1942 Love's Lovely Counterfeit (Roman)
  - Die andere Macht, dt. von ?, Frankfurt am Main: Nest 1959
  - auch als Die falsche Seite der Liebe, dt. von Horst Heuring; 1985
- 1943 Career in C Major
  - Karriere in C-Dur, dt. von Friedrich A. Hofschuster; München: Goldmann 1981. ISBN 3-442-05256-4
- 1943 The Embezzler
  - Der Defraudant, dt. von Heinrich Maria Ledig-Rowohlt, Hamburg: Rowohlt 1951
- 1946 Past All Dishonor (Roman)
  - Es begann am Sacramento, dt. von Maja Reithmeier; Reinbek bei Hamburg: Rowohlt 1971. ISBN 3-499-11585-9
- 1947 Sinful Woman (Roman)
  - Das sündige Mädchen, dt. von Annelie Christian; Bergisch Gladbach: Bastei-Lübbe 1972
  - auch als Engelsgesicht, dt. von Sophie von Lenthe; München: Goldmann 1992. ISBN 3-442-05102-9
- 1947 The Butterfly (Roman)
  - Blutiger Schmetterling, dt. von Heinz Kausträter; Reinbek bei Hamburg: Rowohlt 1971. ISBN 3-499-42231-X
- 1948 The Moth (Roman)
  - Der hellgrüne Falter, dt. von Ulla H. de Herrera; Reinbek bei Hamburg: Rowohlt 1971. ISBN 3-499-11817-3
- 1950 Jealous Woman (Roman)
  - Mord in Reno, dt. von Fried Holm; München: Goldmann 1975. ISBN 3-442-04506-1
- 1951 The Root of His Evil (Roman)
  - Der Hass kann nicht schlafen 1970
- 1953 Galatea (Roman)
  - Im Dunkel jener Nacht, dt. von Annelie Christian; Bergisch Gladbach: Bastei-Lübbe 1972
- 1962 Mignon (Roman)
  - Eine junge schöne Witwe, dt. von Werner Peterich; Reinbek bei Hamburg: Rowohlt 1971. ISBN 3-499-11743-6
- 1965 The Magician's Wife (Roman)
  - Tödliche Begierde, dt. von Alfred Dunkel, Bergisch Gladbach: Bastei-Lübbe 1970
  - Neuübersetzung Die Frau des Magiers, dt. von Sabine Hübner; München: Goldmann 1982
- 1975 Rainbow's End (Roman)
  - Das Mädchen, das vom Himmel fiel, dt. von Helmut Eilers; Reinbek bei Hamburg: Rowohlt 1977. ISBN 3-499-42423-1
- 1976 The Institute (Roman)
  - Zarte Hände hat der Tod, dt. von Friedrich A. Hofschuster; München: Goldmann 1981. ISBN 3-442-05224-6
- 1981 The Baby in the Icebox and Other Short Fiction (enthält Kurzgeschichten und Dialoge – Pastorale / The Baby in the Icebox / Dead Man / Joy in the Glory – sowie den Fortsetzungsroman Money and the Woman von 1940, der später unter dem Titel The Embezzler in dem Sammelband Three of a Kind veröffentlicht wurde; mit einer Einführung von Roy Hoopes)
  - Das Baby im Eisschrank (Fünf Stories: Pastorale / Das Baby im Eischrank / Toter Mann / Eine Reise ins Glück / Das Geld und die Frauen), dt. von Friedrich A. Hofschuster; München: Goldmann 1983. ISBN 3-442-05244-0
- 1984 Cloud Nine (Roman, posthum)
- 1985 The Enchanted Isle (Roman, posthum)
- 2012 The Cocktail Waitress (Roman, posthum)
  - Abserviert, dt. von Simone Salitter und Gunter Blank; Berlin: Metrolit 2013. ISBN 978-3-8493-0062-3

- Zwischen 1928 und 1931 schrieb James M. Cain eine wöchentliche Kolumne für die New York World, größtenteils kurze Sketche und Dialoge über New York und die New Yorker. Im gleichen Zeitraum schrieb er Dialoge für das Magazin American Mercury – viele davon erschienen später im Sammelband Our Government – und für Vanity Fair

- Zwischen 1928 und 1961 veröffentlichte Cain siebzehn Kurzgeschichten in Magazinen wie American Mercury, Redbook, Ladies´ Home Journal, Liberty, American, Esquire, Manhunt und Jack London´s Adventure Magazine, die später in mehreren Sammelbänden – etwa The Baby in the Icebox – zusammengefasst wurden.

- zwischen 1922 und 1947 schrieb Cain unregelmäßig Artikel für amerikanische Zeitungen und Zeitschriften; von 1974 bis 1977 etliche Artikel für die Washington Post

## Verfilmungen eigener Werke
- 1939: Le Dernier Tourant – Regie: Pierre Chenal – nach The Postman Always Rings Twice
- 1942: Besessenheit (Ossessione) – Regie: Luchino Visconti – nach The Postman Always Rings Twice
- 1944: Frau ohne Gewissen (Double Indemnity) – Regie: Billy Wilder
- 1945: Solange ein Herz schlägt (Mildred Pierce) – Regie: Michael Curtiz
- 1946: Im Netz der Leidenschaften (The Postman Always Rings Twice) – Regie: Tay Garnett
- 1949: Wenn meine Frau das wüßte (Everybody Does It) – Regie: Edmund Goulding
- 1955: Slightly Scarlet – Regie: Allan Dwan – nach Love’s Lovely Counterpart
- 1956: Serenade – Regie: Anthony Mann
- 1981: Wenn der Postmann zweimal klingelt (The Postman Always Rings Twice) – Regie: Bob Rafelson
- 1981: Butterfly – Der blonde Schmetterling – Regie: Matt Cimber
- 1998: Szenvedély – Regie: György Fehér – nach The Postman Always Rings Twice
- 2008: Jerichow – Regie: Christian Petzold – nach The Postman Always Rings Twice
- 2011: Mildred Pierce, TV-Miniserie – Regie: Todd Haynes, außerhalb des Wettbewerbs gezeigt bei den 68ten Internationalen Filmfestspielen von Venedig 2011

## Drehbücher für Werke anderer Autoren
- 1938: Blockade
- 1938: Algiers – Regie: John Cromwell
- 1939: Auf in den Kampf (Stand Up and Fight) – Regie: W. S. Van Dyke
- 1947: Goldenes Gift (Out of the Past) – ungenannte Mitarbeit von Cain am Drehbuch nach einem Roman von Geoffrey Hornes